# En Fortælling om træ
En Fortælling om træ er en dansk dokumentarfilm fra 1979 instrueret af Ebbe Larsen efter eget manuskript.

## Handling
Træ blev tidligt et uundværligt element i menneskets udvikling og man kan heller ikke i dag undvære træet i hverdagen. Ganske vist er kunstprodukter trængt frem og har erstattet træet på mange områder. Træfældning, transport og savværkets bearbejdning foregår i dag efter ultramoderne metoder, der ikke levner megen plads for romantiske forestillinger. Langt det meste af det træ, der kommer til trælasthandeler i Danmark stammer fra Sverige og Finland. De træer, der fældes i skandinaviske skove, blev plantet for den nuværende generations skyld for 75 år siden. I dag planter den så nye træer for at sikre, at mennesker om andre 75 år også vil have mulighed for at hente træ i de samme skove.